# Kgatleng District
Kgatleng ist ein Distrikt Botswanas. Die Hauptstadt ist Mochudi.
In dem 7.960 km² großen Gebiet leben 121.882 Menschen (Stand: Volkszählung 2022).

## Demografie
| Jahr | Einwohner |
| ---- | --------- |
| 1981 | 44.461    |
| 1991 | 57.770    |
| 2001 | 73.507    |
| 2011 | 91.660    |
| 2022 | 121.882   |

## Sonstiges
Die Hauptstadt Mochudi ist der Heimatort der Protagonistin Precious Ramotswe in Alexander McCall Smiths Kriminalromanserie The No. 1 Ladies' Detective Agency.